# Flensburger Hofkultur
Flensburger Hofkultur ist ein Kulturfestival in den Höfen der Flensburger Altstadt. Das Festival findet jedes Jahr im Spätsommer statt. Das Programm umfasst viele künstlerische Sparten von Theater, Film und Lesungen bis zu Jazz und Klassik. Die einzelnen Veranstaltungen nutzen hierbei das besondere Ambiente der einzelnen Kaufmannshöfe der Flensburger Altstadt.
Das Festival selbst ist noch relativ jung. Es entstand 1995. Ziel war es zum einen die Höfe der Altstadt aufzuwerten und zum anderen dem Publikum die kulturelle Vielfalt (auch ihrer eigenen Stadt) demonstrieren zu können.
Spielorte sind unter anderem der Hof der kleinen Marienburg, des Schifffahrtsmuseums, der Dänischen Bibliothek und die Höfe des Holms und der Roten Straße.